# Кёйперс, Андре
Андре Кёйперс (нидерл. André Kuipers ['kœypərs]; род. 5 октября 1958, Амстердам) — нидерландский врач и астронавт Европейского космического агентства (ЕКА).
Порядковый номер — 436 (2).
Количество полётов — 2.
Суммарная продолжительность полётов — 203 сут. 15 ч 50 мин. 43 с.

## Биография
Андре Кёйперс родился 5 октября 1958 года в Амстердаме.
В 1977 году Кёйперс окончил среднюю школу и поступил в Амстердамский университет, где спустя 10 лет, в 1987 году получил степень доктора медицины.
В период с 1987 по 1988 год Кёйперс служил в Королевских военно-воздушных силах (ВВС) Нидерландов, где в составе медицинского корпуса занимался изучением авиационных происшествий, случившихся в результате пространственной дезориентации пилота.
С 1989 года Кёйперс работал в исследовательском отделе Космического медицинского центра в Соестерберге, где занимался изучением процессов адаптации астронавтов в космосе (в частности контактных линз для пилотов, вестибулярного аппарата, кровяного давления, мозгового кровообращения). Там же Кёйперс выполнял медицинские проверки пилотов и контроль тренировок на центрифуге, проводил занятия с пилотами по психологическим аспектам космического полёта.
В 1991 году Андре Кёйперс стал одним из пяти финалистов национального набора в первую команду астронавтов ЕКА. Участвовал в европейском отборе (среди 25 полуфиналистов), но в отряд зачислен не был. Вместо этого Кёйперс начал работать в медицинских учреждениях ЕКА, где принимал участие в подготовке и реализации многих биологических экспериментов, проводимых агентством.
5 октября 1998 год генеральный директор ЕКА Антонио Родота сделал объявление на выставке Space Expo в Нордвейке (Нидерланды), что совместным решением генерального директора ЕКА и министра экономики Голландии Андре Кёйперс зачислен в отряд астронавтов. В июле 1999 года Кёйперс приступил к подготовке в Европейском центре астронавтов, которую завершил в 2002 году, пройдя базовый общекосмический курс.
В начале декабря того же года Кёйперс был включён в качестве бортинженера в состав первого экипажа 6-й российской экспедиции посещения (ЭП) Международной космической станции (МКС), но после катастрофы шаттла «Колумбия» все экипажи были сокращены до двух человек и переформированы. В 2003 году Андре Кёйперс прошёл подготовку в составе дублирующего экипажа экспедиции посещения (ЭП-5) в качестве бортинженера. В том же 2003 году Кёйперс был утверждён в составе ЭП-6 и основного экипажа «Союз ТМА-4».
С 19 по 30 апреля 2004 года осуществил свой первый полёт в космос.
В период с 16 по 27 января 2007 года Андре Кёйперс участвовал в тренировках по выживанию, проходивших в подмосковном лесу, в составе условного экипажа вместе с Олегом Кононенко и Робертом Тёрском.
В августе 2007 года Кёйперс совместным решением Роскосмоса и НАСА был включён в состав дублирующего экипажа МКС-20 (в качестве бортинженера). НАСА официально подтвердило это назначение 12 февраля 2008 года.
С 22 по 28 июня 2008 года Андре Кёйперс, в составе условного экипажа вместе с Кристофером Хэдфилдом и Максимом Пономарёвым, участвовал в проходивших в Севастополе тренировках на случай посадки спускаемого аппарата на воду.
21 декабря 2011 года Кёйперс совершил свой второй полёт в космос продолжительностью 192 суток.
В 2019 году Кёйперс выступил в радиопрограмме Нидерландской радиовещательной корпорации, в которой рассказал об особенностях телефонной связи с Землёй, которая, по его мнению, посредством спутников доступна астронавтам на орбите в течение 70 % времени.

## Полёты в космос

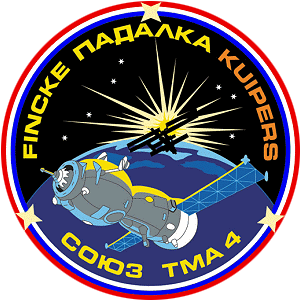
Союз ТМА-4

### Первый полёт
Андре Кёйперс совершил свой первый полёт в качестве бортинженера-1 на борту космического корабля (КК) «Союз ТМА-4», в составе 9-й основной экспедиции на МКС (вместе с командиром экипажа Геннадием Падалка и бортинженером Майклом Финком). Старт «Союз ТМА-4» произошёл 19 апреля 2004 года. С 21 апреля Кёйперс работал на станции МКС по европейской программе.
Посадка была совершена 30 апреля на КК «Союз ТМА-3» вместе с экипажем 8-й экспедиции (в составе командира Майкла Фоула и бортинженера Александра Калери). Общая продолжительность полёта Кёйперса составила 10 суток 20 часов 48 минут 46 секунд.

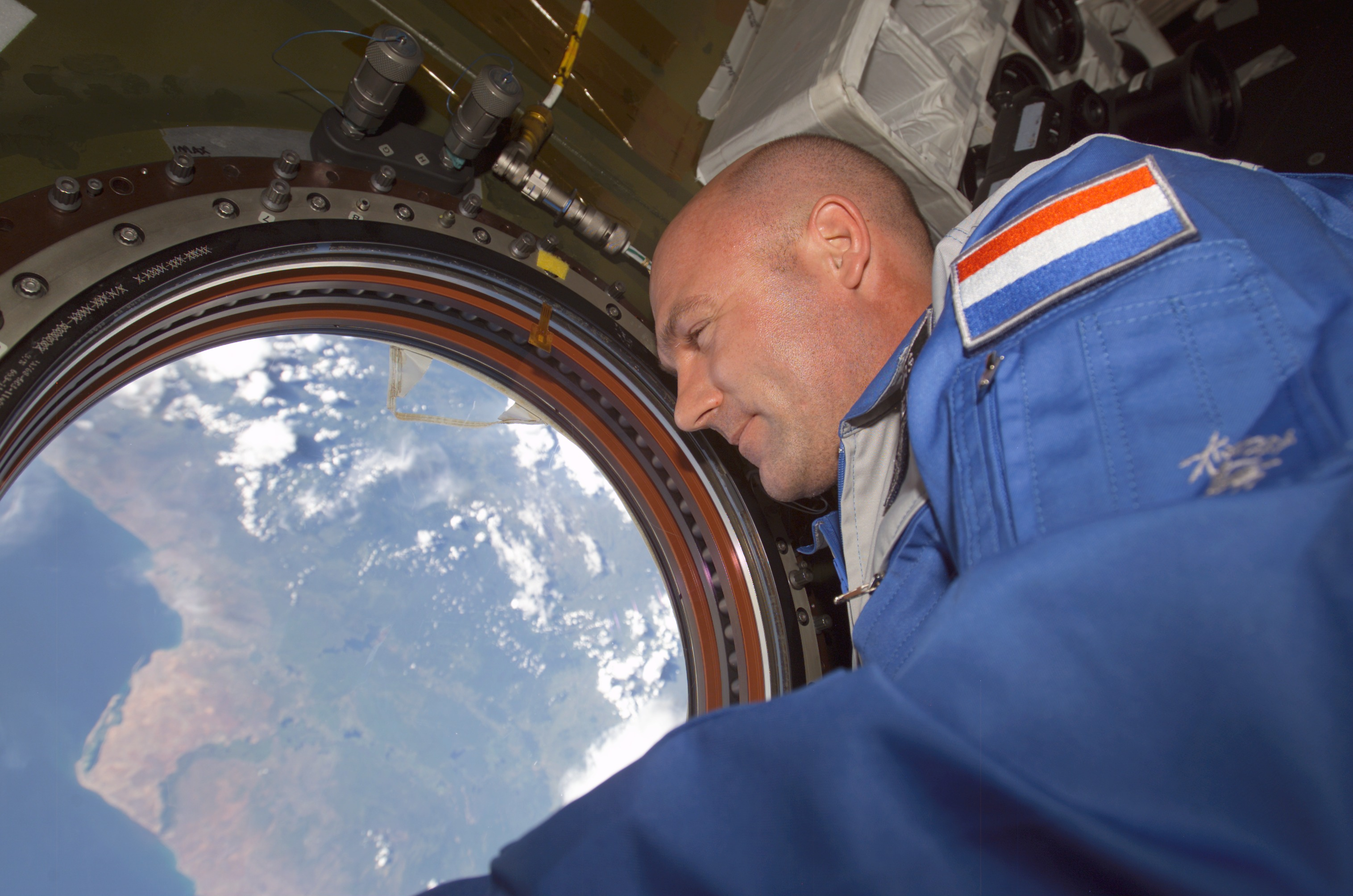
Андре Кёйперс во время ЭП-6 (МКС-8),
21 апреля 2004 года.

### Второй полёт
5 августа 2009 года генеральный директор ЕКА официально объявил о включении Андре Кёйперса в состав экипажа 30-й экспедиции на МКС.
7 октября 2009 года это назначение было подтверждено НАСА (пресс-релиз № 09-233).
Старт корабля «Союз ТМА-03М» состоялся 21 декабря 2011 года с космодрома Байконур.
Кёйперс вошёл в состав тридцатой и стал бортинженером тридцать первой долговременной экспедиции МКС. Стыковка с МКС состоялась 23 декабря 2011 года в 14:19 UTC (19:19 (MSK).
1 июля 2012 года в 04:47:43 UTC (08:47:43 мск) космический корабль «Союз ТМА-03М» отстыковался от Международной космической станции. 1 июля 2012 года в 08:14:34 UTC (12:14:34 мск) спускаемый аппарат корабля «Союз ТМА-03М» приземлился в Казахстане.
Продолжительность полёта составила 192 суток 18 часов 58 минут 21 секунду.

## Награды
- Рыцарь ордена Нидерландского льва (15 октября 2012).
- Офицер ордена Оранских-Нассау (17 мая 2004).
- Золотая Почётная медаль искусств и наук[нидерл.] (14 марта 2022)[15].
- Орден Дружбы (9 февраля 2013 , Россия) — за большой вклад в развитие международного сотрудничества в области космонавтики, укрепление дружбы между народами[16].

## Личная жизнь

### Семья
Андре Кёйперс женат, у него три дочери и сын.

### Увлечения
Полёты, подводное плавание, катание на лыжах, пешие походы, путешествия, история.